# Hipólito de Torres
Hipólito de Torres (c. 1630-1677), fue un pintor barroco español nacido en Benafer (Castellón) y activo en Toledo. 
No se tienen noticias suyas anteriores a 1659, cuando alquiló por plazo de un año una casa en Toledo, teniendo como fiador al pintor y capellán del cardenal Moscoso Pedro García Ferrer. El estilo de sus escasas obras conservadas indica, sin embargo, un posible aprendizaje en Madrid y en relación con Alonso Cano, cuya influencia se refleja tanto en la silueta fusiforme de su Inmaculada como en el equilibrio clásico de sus composiciones.
En 1662 contrajo matrimonio en la iglesia de los Santos Justo y Pastor de Toledo con Potenciana de Sotocameno, viuda y con un hijo de su primer matrimonio. En 1670 recibió como aprendiz con doce años a Sebastián Muñoz, que debía permanecer con él por espacio de cuatro años. En 1672 acogió a otros dos aprendices: Juan Sánchez, de quince años y José Jiménez Ángel, de dieciséis. El 4 de mayo de 1677 dictó testamento, hallándose enfermo, aunque todavía el 28 de ese mes firmó una carta de pago en favor del padre de su aprendiz Juan Sánchez, reconociendo el abono íntegro de las cantidades comprometidas. Por dicho testamento se conoce el nombre de otro aprendiz trabajando en su taller, Manuel Rodríguez. Además tenía una criada, lo que indica cierto desahogo económico.
Debió de morir poco más tarde, pues ya en febrero de 1678 su viuda contrajo terceras nupcias con uno de sus discípulos, José Jiménez Ángel. La relación de los bienes que su viuda llevó a este matrimonio constituye una valiosa fuente de información de la labor pictórica de Hipólito de Torres, destinada en gran medida a clientes particulares a falta de encargos institucionales. Junto con la pintura religiosa, género al que pertenecen las tres únicas obras públicas conservadas —Inmaculada del convento de la Purísima Concepción de Nuestra Señora (Benitas), Aparición de Santa Leocadia de la catedral de Toledo, procedente de la ermita del Cristo de la Vega, y un San Andrés de colección particular—, debió de tener cierta especialización en los paisajes pues declaraba en su testamento que un tal Francisco Alzamora le debía 230 reales por los países que en número no determinado le había pintado y su viuda llevaba otros veinticinco como dote. Pintó también retratos, entre ellos el de un Juan Antonio de Urraca, canónigo de la catedral, bodegones de frutas y flores —seis floreros y tres bodegones de frutas guardaba su viuda— e incluso una pintura mitológica con un Baño de Diana, valorado aún sin marco en 200 reales.